# Walkabout (Lost)
Walkabout (titulado Expedición en España y Viaje espiritual en Hispanoamérica) es el cuarto capítulo de la primera temporada de la serie Lost. Cuando la comida de reserva del avión se acaba, Locke se ofrece como voluntario para cazar un jabalí salvaje. Mientras tanto, Claire y Sayid deciden hacer una ceremonia en memoria de los fallecidos. 

## Resumen
Cuando unos jabalíes atacan el fuselaje, Jack (Mathew Fox) decide que tiene que ser quemado. Cuatro días después del accidente, los supervivientes descubren que su comida se acaba y se preguntan qué hacer. Locke (Terry O'Quinn) sugiere que deberían cazar los jabalíes en la selva, y él, Kate (Evangeline Lilly) y Michael (Harold Perrineau) intentan hacerlo así. 
Sayid (Naveen Andrews) le da a Kate el transceptor y le pide encontrar una señal. En un flashback, Locke está en el trabajo en un edificio de oficinas jugando al Risk durante su hora de almuerzo. Su gerente, Randy (Billy Ray Gallion), se burla de él cuando descubre que Locke va a ir a una caminata espiritual en Australia, diciendo que hay cosas que Locke no puede hacer en su condición. «No me diga lo que no puedo hacer» le dice él, furiosamente.
En casa, en su estudio, Locke habla con una mujer llamada Helen por teléfono. Él la invita a ir al paseo, pero ella rehúsa y le dice que ella no se encuentra con clientes. Ella entonces dice a Locke que seguir la conversación significará el cobro por otra hora más, pero que él «no puede permitírselo». Él dice que no se preocupa por el dinero, pero ella le cuelga. Locke furiosamente cuelga su teléfono.
Michael es herido cazando, y Kate le escolta de vuelta a la playa. A lo largo del camino, ella sube un árbol para usar el transceptor, pero cuando ve al monstruo, lo deja caer y el transceptor se rompe. Locke tiene un encuentro cercano con el monstruo. Sin embargo, en vez de correr, se queda parado.
En la playa, los náufragos limpian provisiones del fuselaje. Claire (Emilie de Ravin) decide dirigir una ceremonia conmemorativa por los pasajeros difuntos. Boone (Ian Somerhalder) sugiere que Jack hable con Rose (L. Scott Caldwell), quien ha estado algo distante desde su llegada a la isla. Rose le dice a Jack que su marido, que estaba en la sección de la cola del avión cuando se estrelló, está todavía vivo. Michael y Kate vuelven para acampar. 
Sayid está molesto de que Kate rompiera el transceptor. Cuando ella va a contarle a Jack sobre Locke, Jack ve a un hombre vestido de traje caminando por la selva. Jack corre tras él y Kate lo sigue. Ellos encuentran a Locke con un jabalí muerto.
En un recuerdo, Locke está en Australia conversando con uno de los guías del paseo. Él rechaza dejarlo ir debido a su condición, diciendo que el riesgo es demasiado grande para la compañía de seguros. Cuando el hombre se levanta para marcharse, se revela que Locke está en una silla de ruedas. En un recuerdo, a minutos después del accidente, Locke está acostado boca arriba en la arena. Él menea sus dedos de los pies, entonces despacio y con torpeza se levanta.
Esa noche, Claire sostiene un servicio conmemorativo por los pasajeros muertos usando la información que ella encontró en sus pasaportes, carteras, y equipaje. Charlie (Dominic Monaghan) toma un golpe de heroína antes de asistir: su mercancía se acaba. Jack no está entre el grupo.